# ヴァレンティーノ・ラザロ
ヴァレンティーノ・ランド・ラザロ（Valentino Lando Lazaro, 1996年3月24日 - ）は、オーストリア・グラーツ出身のサッカー選手。オーストリア代表。セリエA・トリノFC所属。ポジションはMF。

## 経歴
オーストリアのグラーツでアンゴラ人の父親とギリシャ人の母親のもと生まれた。
2012年11月3日、FCアドミラ・ヴァッカー・メードリング戦にて16歳と224日でプロデビューを果たし、ブンデスリーガ最年少出場記録を更新した。2014年2月23日、アドミラ・ヴァッカー戦でプロ初得点を記録した。
2017年8月3日、ヘルタ・ベルリンへ期限付きで移籍した。契約には完全移籍のオプションがついている。
2019年7月1日、インテルナツィオナーレ・ミラノと2023年6月30日まで契約を結んだ。
2020年1月24日、ニューカッスル・ユナイテッドFCに2020年6月30日までの期限付き移籍（買取オプション付き）が発表された。
2020年8月20日、ボルシア・メンヒェングラートバッハに1年間の期限付き移籍が発表された。
2021年8月31日、SLベンフィカへのローン移籍が発表された。
2022年8月1日、トリノFCへのローン移籍が発表された。

## 代表歴
オーストリア代表として各年代でプレーし、2014年5月30日、アイスランド代表戦でA代表デビューを果たした。

## タイトル

### クラブ
FCレッドブル・ザルツブルク
- オーストリア・ブンデスリーガ 優勝 （5回）： 2011-12, 2013-14, 2014-15, 2015-16, 2016-17
- オーストリア・カップ 優勝 （4回）： 2013-14, 2014-15, 2015-16, 2016-17